# Tragia incana
Tragia incana là một loài thực vật có hoa trong họ Đại kích. Loài này được Klotzsch ex Müll.Arg. miêu tả khoa học đầu tiên năm 1866.